# Алмоез Алі
Алмоез Алі Зайналабаддін Абдулла (араб. المعز علي زين العابدين عبد الله, нар. 19 серпня 1996) — катарський футболіст, нападник клубу «Лехвія» та національної збірної Катару.
У складі збірної — володар Кубка Азії 2019 року. Найкращий гравець цього турніру і його найкращий бомбардир з дев'ятьма забитими голами (рекорд Кубків Азії).

## Клубна кар'єра

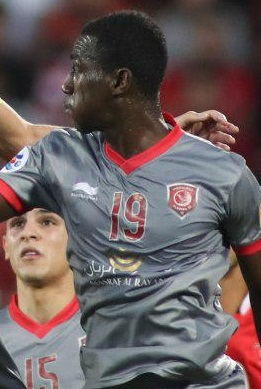
Алі у грі за «Лехвію»

Народився 19 серпня 1996 року в Судані. Вихованець юнацької команди «Лехвія», з якої потрапив у бельгійський «Ейпен», де також грав лише на молодіжному рівні.
На професійному рівні дебютував у австрійському клубі ЛАСК (Лінц), вийшовши на поле в матчі проти «Аустрії» (Лустенау) в рамках 5-го туру другої за рівнем ліги Австрії сезону 2015/16, а 27 листопада 2015 року в грі проти «Флорідсдорфера» забив перший гол за клуб. Також грав на правах оренди за фарм-клуб «Пашинг» у третьому дивізіоні.
На початку 2016 року став гравцем клубу іспанської Сегунди Б «Культураль Леонеса» і відіграв за клуб з Леона 10 матчів у чемпіонаті до кінця сезону і 3 квітня 2017 року забив свій єдиний гол за клуб у матчі з «Арандіною» (1:0).
Влітку 2016 року повернувся до Катару, де знову став грати у рідній «Лехвії», яка з наступного року стала називатись «Аль-Духаїль». З командою виграв ряд національних трофеїв. Станом на 21 грудня 2018 року відіграв за команду з Дохи 56 матчів в національному чемпіонаті.

## Виступи за збірні
2014 року дебютував у складі юнацької збірної Катару, з якою став переможцем юнацького (U-19) кубка Азії, відзначившись 3 забитими голами: проти Північної Кореї в групі, Китаю в чвертьфіналі, і Бірми в півфіналі.
Протягом 2015—2018 років залучався до складу молодіжної збірної Катару, з якою був учасником молодіжного чемпіонату світу 2015 року в Новій Зеландії, де зіграв у всіх трьох матчах, але збірна всі ігри програла і зайняла останнє місце. Всього на молодіжному рівні зіграв у 14 офіційних матчах, забив 7 голів.
21 грудня 2013 року дебютував в офіційних іграх у складі національної збірної Катару в товариському матчі проти Бахрейну (1:1).
У складі збірної був учасником кубка Азії з футболу 2019 року в ОАЕ, де Катар здобув перший у своїй історії титул чемпіонів Азії. Став автором дев'яти з 19 голів своєї команди на цьому тріумфальному для них турнірі — відзначався у кожній грі групового турніру, включаючи «покер» у ворота збірної КНДР і обидва голи зустрічі із Саудівською Аравією, згодом забив один з голів у ворота господарів турніру, еміратців, а також ударом через себе відкрив рахунок у фінальній грі проти Японії (перемога 3:1). Ці дев'ять голів дозволили Алмоезу не лише стати найкращим бомбардиром Кубка Азії-2019, але й оновити рекорд результативності для цього змагання (попередній складав вісім голів, належав іранцю Алі Даеї і тримався з Кубка Азії 1996 року).
| Дата       | Місто    | Господарі         | Результат | Гості | Турнір                        | Голи | Примітки  |
| ---------- | -------- | ----------------- | --------- | ----- | ----------------------------- | ---- | --------- |
| 09-01-2019 | Аль-Айн  | Катар             | 2 – 0     | Ліван | Кубок Азії 2019 - 1-й етап    | 1    |           |
| 13-1-2019  | Аль-Айн  | Північна Корея    | 0 – 6     | Катар | Кубок Азії 2019 - 1-й етап    | 4    |           |
| 17-1-2019  | Абу-Дабі | Саудівська Аравія | 0 – 2     | Катар | Кубок Азії 2019 - 1-й етап    | 2    | 45+1' 83' |
| 22-1-2019  | Абу-Дабі | Катар             | 1 – 0     | Ірак  | Кубок Азії 2019 - 1/8 фіналу  | -    |           |
| 25-1-2019  | Абу-Дабі | Південна Корея    | 0 – 1     | Катар | Кубок Азії 2019 - чвертьфінал | -    | 90+5'     |
| 29-1-2019  | Абу-Дабі | Катар             | 4 – 0     | ОАЕ   | Кубок Азії 2019 - півфінал    | 1    | 86'       |
| 1-2-2019   | Абу-Дабі | Японія            | 1 – 3     | Катар | Кубок Азії 2019 - Фінал       | 1    | 90+6'     |
| Усього     |          | Матчів            | 7         |       | Голів                         | 9    |           |

## Досягнення

### Клубні
- Чемпіон Катару: 2016/17, 2017/18, 2018/19, 2022/23
- Володар Кубка Еміра Катару: 2018, 2019, 2022
- Володар Кубка наслідного принца Катару: 2018, 2023
- Володар Кубка шейха Яссіма: 2016
- Володар Кубка зірок Катару: 2022/23, 2024/25

### Збірні
- Переможець Чемпіонату Західної Азії: 2013
- Переможець Юнацького (U-19) кубка Азії: 2014
- Володар Кубка Азії (2): 2019, 2024

### Особисті
- Найкращий гравець Кубка Азії (1): 2019
- Найкращий бомбардир Кубка Азії (1): 2019 (9 голів)